# Associação Desportiva do Carregado
A Associação Desportiva do Carregado é um clube português localizado na vila de Carregado, na atual freguesia de Carregado e Cadafais, Município de Alenquer, Distrito de Lisboa.
Disputa atualmente o AF Lisboa 2ª Divisão

## Histórico

### Palmarés
| Escalão                                             | Nº Presenças | Títulos | Melhor Classificação |
| I                                                   | 0            | 0       | Nunca participou     |
| II                                                  | 1            | 0       | 16º                  |
| III                                                 | 2            | 0       | 1º                   |
| IV                                                  | 6            | 0       | 2º                   |
| V                                                   | -            | -       | 2º                   |
| VI                                                  | -            | -       | -                    |
| VII                                                 | -            | -       | -                    |
| Taça de Portugal                                    | 10           | 0       | 1/32                 |
| Taça da Liga                                        | 1            | 0       | 1ª Fase              |
| inclui época 2010/2011; - informação não disponível |              |         |                      |

### Classificações
| Época | I | II | III | IV | V | Pts    | J  | V  | E  | D  | GM | GS | +/- | TP          |
| 2010-2011 |   |    | .   |    |   | .      | .  | .  | .  | .  | .  | .  | .   | .           |
| 2009-2010 |   | 16 |     |    |   | 24 pts | 30 | 6  | 6  | 18 | 26 | 47 | -21 | 1/64 final  |
| 2008-2009 |   |    | 1   |    |   | 39 pts | 32 | 17 | 7  | 8  | 42 | 24 | +18 | 1/128 final |
| 2007-2008 |   |    | 4   |    |   | 33 pts | 36 | 15 | 9  | 12 | 39 | 40 | -1  | 1/32 final  |
| 2006-2007 |   |    |     | 2  |   | 59 pts | 30 | 17 | 8  | 5  | 61 | 35 | +26 | 1/256 final |
| 2005-2006 |   |    |     | 3  |   | 66 pts | 34 | 19 | 9  | 6  | 56 | 30 | +26 | 1/128 final |
| 2004-2005 |   |    |     | 5  |   | 57 pts | 34 | 16 | 9  | 9  | 59 | 44 | +15 | 1/128 final |
| 2003-2004 |   |    |     | 12 |   | 45 pts | 34 | 13 | 6  | 15 | 51 | 50 | +1  | 1/256 final |
| 2002-2003 |   |    |     | 9  |   | 48 pts | 34 | 14 | 6  | 14 | 43 | 44 | -1  | -           |
| 2001-2002 |   |    |     | 7  |   | 48 pts | 34 | 13 | 9  | 12 | 46 | 42 | +4  | 1/64 final  |
| 2000-2001 |   |    |     |    | 2 | 72 pts | 34 | 22 | 6  | 6  | 81 | 31 | +50 | -           |
| 1999-2000 |   |    |     |    | 4 | 57 pts | 32 | 17 | 6  | 9  | 43 | 29 | +14 | -           |
| 1998-1999 |   |    |     |    | 6 | 56 pts | 34 | 16 | 8  | 10 | 55 | 30 | +25 | -           |
| 1997-1998 |   |    |     |    | 4 | 61 pts | 34 | 17 | 10 | 7  | 53 | 32 | +21 | -           |
| 1996-1997 |   |    |     |    | 3 | 66 pts | 34 |    |    |    |    |    |     | -           |
| 1995-1996 |   |    |     |    | 6 | 52 pts | 34 |    |    |    |    |    |     | -           |
| 1994-1995 |   |    |     |    | 3 | 63 pts | 34 |    |    |    |    |    |     | -           |
| I - 1.ª Divisão; II - 2.ª Divisão; III - 3.ª Divisão; IV - 4.ª Divisão; V - 5.ª Divisão; Pts - Pontos; J - Jogos; V - Vitórias; E - Empates; D - Derrotas; GM - Golos Marcados; GS - Golos Sofridos; +/- - Diferença de Golos; TP - Taça de Portugal |   |    |     |    |   |        |    |    |    |    |    |    |     |             |

|  |                                    |
|  | Qualificação à divisão superior    |
|  | Desqualificação à divisão inferior |

## Fundação
Em 27 de setembro de 1950, no decurso de uma assembleia geral do Clube de Caçadores Carregadense, é proposto ao plenário a realização de um estudo para avaliar as possibilidades de fusão do Clube de Caçadores com o Desportivo Juventude Carregadense. A 6 de dezembro, numa reunião conjunta das respe(c)tivas assembleias-gerais, nasceu a Associação Desportiva do Carregado. Nessa reunião ficou também decidido que a sede social seria a mesma ocupada pelo Clube de Caçadores, sita na Rua Vaz Monteiro e foi ainda nomeada uma comissão encarregada de elaborar os estatutos da nova coletividade.
Em 6 de fevereiro de 1951, o plenário da Associação Desportiva do Carregado reuniu-se para eleger os primeiros corpos gerentes. A ocasião solene foi aproveitada para distinguir José de Lacerda Pinto Barreiros e António Rodrigues Vaz Monteiro como sócios honorários. Nesse mesmo ano, o sócio honorário José de Lacerda Pinto Barreiros cedeu à Associação Desportiva do Carregado o terreno, onde se localiza o atual Estádio José Lacerda Pinto Barreiros, para ali serem implantadas todas as estruturas comuns à prática desportiva.

## Instalações Desportivas
Em 1 de Novembro de 1955, o Estádio José Lacerda Pinto Barreiros foi inaugurado com pompa e circunstância. A inauguração foi abrilhantada com a actuação da Banda de Música da Sociedade Filarmónica Olhalvense, com o cortejo dos estandartes das colectividades convidadas e com a presença do representante da Federação Portuguesa de Futebol, das autoridades locais, da Direcção da Associação, dos associados e dos carregadenses. 
Desde então o clube aí efetua os treinos da equipa sénior e dos escalões de formação, bem como realiza os seus jogos caseiros. 
O Estádio José Lacerda Pinto Barreiros conta com a lotação de 1.000 lugares sentados, sendo 300 cobertos e 20 deles denominados "Lugares V.I.P.".
Em 8 de Dezembro de 1970 foi colocada a primeira pedra do Ginásio/Sede e promovido um cortejo de oferendas visando a angariação de fundos para a sua construção. O Ginásio/Sede foi concluído no ano de 1976.
No ano de 1982 iniciou-se a construção do Pavilhão Gimnodesportivo do Carregado. Esta obra foi financiada pelo Estado Português e apoiada pela população do Carregado com a oferta de donativos e com a realização de um cortejo de oferendas organizado pela colectividade. Os poderes públicos, por despacho de Sua Excelência o Primeiro-ministro de 22 de Junho de 1992, conferiram à Associação Desportiva do Carregado a Declaração de Utilidade Pública Sem Fins Lucrativos.

## Carreira Desportiva
Na época de 1957-1958 a Associação Desportiva do Carregado participou pela 1.ª vez no Campeonato Distrital da 3ª Divisão de Seniores da Associação de Futebol de Lisboa, classificando-se em 6º lugar. Na época de 1968-1969 a equipa de Juniores participou pela 1ª vez no Campeonato da 2ª Divisão Distrital atingindo a 2ª fase da prova.
Na época de 2000-2001 a equipa de Seniores da Associação Desportiva do Carregado subiu à 3ª Divisão do Campeonato Nacional onde se tem manteve, obtendo classificações honrosas que culminaram com o 2º posto na Série E da época de 2006-2007, que por sua vez classificou o clube para a 2ª Divisão Nacional pela primeira vez, elevando bem alto o nome Carregado no plano futebolístico nacional.
A Associação Desportiva do Carregado tem promovido a formação do Futebol Jovem nas categorias de escolas, infantis, iniciados, juvenis, juniores e do Futsal Feminino. Tem também apoiado as modalidades gímnicas de Acrobática, Trampolins, Ballet, Step, Mega, Hip Hop, Aeróbica, Taekwondo, Judo e Yoga.